# Betingad sannolikhet
Betingad sannolikhet är ett uttryck från sannolikhetsläran.
P(B|A) (utläses "sannolikheten för B, givet A") är den betingade sannolikheten (villkorliga sannolikheten) för B då A inträffar, alltså hur stor sannolikhet det är att B inträffar om det redan är känt att A har inträffat.
{\displaystyle P(B|A)={\frac {P(A\cap B)}{P(A)}}}

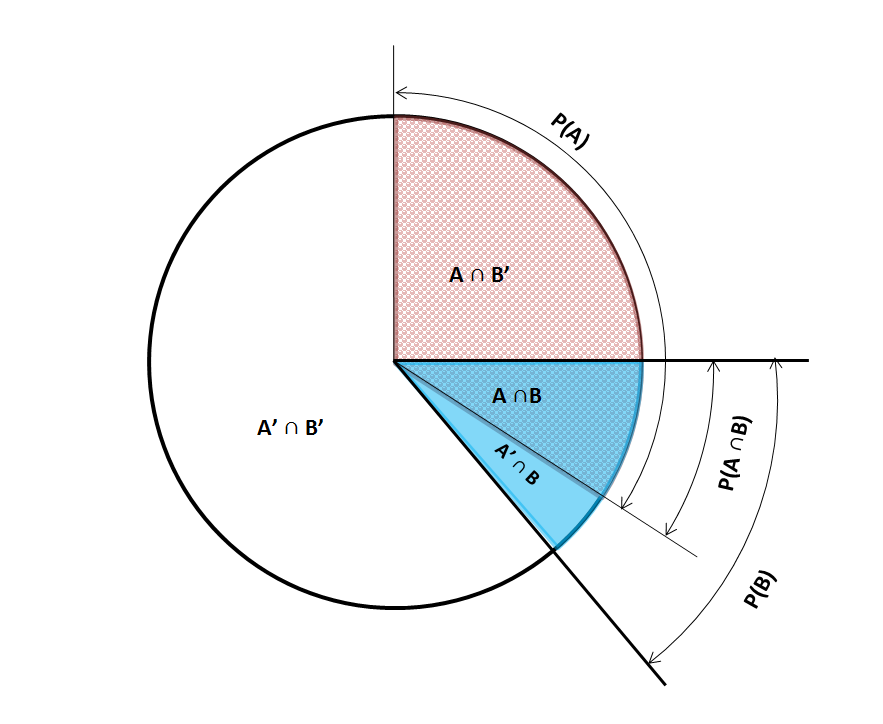

Den betingade sannolikheten blir då den blårastrerade ytan genom hela ytan som är blå i någon form.
Om A och B är oberoende är sannolikheten för B inte beroende av om A har inträffat eller inte, och alltså är {\displaystyle P(B|A)=P(B)}. Detta ger sambandet:
{\displaystyle P(A\cap B)=P(B|A)\cdot P(A)=P(A)\cdot P(B)} 

Slutsaten blir då: Om A och B är oberoende är sannolikheten för att A och B ska inträffa lika med sannolikheten för A multiplicerat med sannolikheten för B.